# Scott Fults
Scott Fults (Houston (Texas), 31 december 1961) is een Amerikaanse acteur.

## Biografie
Fults begon in 1987 met acteren in de televisiefilm A Tiger's Tale. Hierna heeft hij nog meerdere rollen gespeeld in televisieseries en televisiefilms zoals Quantum Leap (1989), Tour of Duty (1990), She-Wolf of London (1990-1991) en Growing Pains (1992).
Fults heeft van 1996 tot en met 1998 als leraar gewerkt in theaterkunst in Pasadena (Texas).
Wat Fults tegenwoordig doet is niet bekend.

## Filmografie

### Films
- 1989 Everbody's Baby: The Rescue of Jessica McClure – als Ribble Boler
- 1989 Night Visitor – als Sam Loomis
- 1988 It Takes Two – als Barry
- 1988 Hide and Go Shriek – als Shawn Phillips
- 1987 A Tiger's Tale – als Buddy

### Televisieseries
Uitgezonderd eenmalige gastrollen.
- 1990 – 1991 She-Wolf in London – als Julian Matheson – 15 afl.
- 1990 Tour of Duty – als Eddie Bell – 2 afl.